# Östergötlands runinskrifter ATA580/75
Ög ATA580/75 är en runsten som står rest på kyrkogården  vid Östra Stenby kyrka.

## Stenen
Runstenen består av grå gnejs. Den är 1,75 m hög, 0,9 m bred, och 0,17 m tjock. Runhöjden är 8-10 cm.
Tillsammans med fem andra runstenar (Ög 232, Ög 233, Ög 234, Ög 235, och Ög 236) står den uppställd längs den gång som leder från kyrkogårdens västra ingång fram till kyrkans ingång genom tornet. Ytterligare en runsten, Ög 231, finns inne i kyrkan.

## Inskriften
Translitterering av runraden:
...-a × ri(t)i × stin × þinsa × at ¶ þru × sun × ...
Normalisering till runsvenska:
... retti stæin þennsa at Þro, sun [sinn(?)].
Översättning till nusvenska:
...reste denna sten till minne av ... son ...

## Historia
Ög ATA580/75 påträffades vid kyrkans restaurering 1939. Den låg i två delar i kyrkans yttermur i vinkeln mellan långhuset och södra korsarmen. Den togs ut och placerades på kyrkogården tillsammans med fem andra runstenar som fram till dess suttit inmurade i södra korsarmens innerväggar. De runstenarna hade ursprungligen påträffats i grunden till det medeltida kyrktornet när det revs vid ombyggnaden av kyrkan 1858-60.